# Yaremcha
Yaremcha (tiếng Ukraina: Яремча) là một thành phố của Ukraina. Thành phố này thuộc tỉnh Ivano-Frankivsk. Thành phố này có diện tích ? km2, dân số theo điều tra dân số năm 2022 là 7907 người.